# Attaques de 2025 contre des prisons françaises
Les attaques de 2025 contre des prisons françaises sont une série d'actes de violence qui débutent le 13 avril 2025 et s'étirent sur plusieurs jours, voyant différentes prisons, lieux et cibles liés au monde pénitentiaire en France être visés par des incendies de véhicules ou des tirs d'armes automatiques.
Les lieux visés sont l'École nationale d'administration pénitentiaire, les prisons de Toulon-La Farlède, de Nanterre, d'Aix-Luynes, de Valence, du sud-francilien et les logements sociaux occupés par les gardiens de prison à Marseille. En tout, 24 véhicules sont incendiés et une quinzaine de balles tirées sur la porte de la prison de Toulon-La Farlède.
Des tags « DDPF » (« Défense des droits des prisonniers français ») sont réalisés lors de plusieurs attaques, et un groupe Telegram du même nom publie des messages pouvant s'apparenter à une revendication des attaques.
Au 23 avril 2025, 65 actes sont recensés en France et 125 enquêteurs sont mobilisés. Le 28 avril, vingt-cinq personnes sont interpellées.

## Prélude
Quelques jours avant les attaques, un groupe Telegram est créé, nommé « DDPF », pour « Défense des droits des prisonniers français ». Dans ce canal, des messages et menaces contre les surveillants de prison et les autorités pénitentiaires françaises sont échangés ; on trouve par exemple « Surveillants, démissionnez tant que vous le pouvez si vous tenez à vos familles et à vos proches » ou encore « Sachez que notre mouvement s'étend dans toute la France ». Dans ce groupe, les militants indiquent vouloir agir de la sorte en réponse à la surpopulation carcérale (131 % de places de prison) entre autres points. Ils soutiennent ne pas être des terroristes mais agir de la sorte pour défendre les droits de l'homme qui seraient menacés.

## Déroulement

### 13-14 avril
Sept véhicules sont incendiés sur le parking de l'École nationale d'administration pénitentiaire (Énap) à Agen dans le Lot-et-Garonne. La même nuit, deux véhicules de surveillants sont incendiés au centre pénitentiaire du sud-francilien à Réau,. Un engin incendiaire est découvert dans l'enceinte de la maison d'arrêt de Châlons-en-Champagne, entraînant l'arrestation de quatre individus.

### 15 avril
Vers 1 h du matin, plusieurs individus tirent sur la façade du centre pénitentiaire de Toulon-La Farlède, dans le Var. Une des armes utilisée est une AK-47, qui loge une quinzaine de balles dans la façade avant que les assaillants ne parviennent à prendre la fuite. Ils auraient été plusieurs dans une voiture à cette occasion. Un grand sigle « DDFM » est retrouvé tagué sur l'entrée qu'utilisent les fourgons.
Les établissements de Nanterre, dans les Hauts-de-Seine, d’Aix-Luynes, dans les Bouches-du-Rhône, de Villepinte en Seine-Saint-Denis, de Nîmes, et de Valence, dans la Drôme, sont touchés par des incendies de véhicules,,,. Des slogans anarchistes sont retrouvés sur certains sites. L'inscription « DDPF » est taguée sur des voitures sur les parkings des prisons de Nîmes et de Luynes. 
À Marseille, les véhicules de plusieurs surveillants sont incendiés sur le parking des logements sociaux qu'ils occupent et neuf voitures sont taguées du sigle « DDPF »,. Le bilan complet, en plus des tirs sur la façade de la prison de Toulon-La Farlède, fait état de 21 véhicules incendiés.

### 15-16 avril
Vers 5 h 20 du matin, trois véhicules sont incendiés près de la prison de Tarascon. Un autre véhicule appartenant à un surveillant de la prison d'Aix-Luynes est incendié devant le domicile de celui-ci. Des inscriptions « DDPF » sont taguées et un début d'incendie est observé dans le hall d'immeuble d'une surveillante pénitentiaire à Villenoy, en Seine-et-Marne.

### 16-17 avril
La boîte aux lettres d'un agent pénitentiaire de la maison d'arrêt d'Amiens est dégradée et taguée. Un pneu de son véhicule est également crevé.

### 17-18 avril
Une vingtaine de mortiers sont tirés en direction de la prison de Reims par un individu en trottinette. À Nevers, l'inscription "DDPF" est retrouvée dans la cellule d'un détenu ayant déclenché des "heurts".

### 18-19 avril
À Comminges[Où ?], en Haute-Garonne, trois véhicules sont incendiés devant le domicile d'un surveillant pénitentiaire. La même nuit, la prison de Laval est visée par des tirs de mortier.

### 20 avril
Une voiture est retrouvée incendiée aux abords de la maison d'arrêt de Lyon-Corbas. Un tag « DDPF » est présent.

### 20-21 avril
Plusieurs tirs par arme à feu et jets de cocktail Molotov visent des pavillons dans un lotissement à Villefontaine en Isère, où résident plusieurs agents pénitentiaires, non loin du centre pénitentiaire de Saint-Quentin-Fallavier. Des graffitis « DDPF » ainsi que le nom d'un agent ont également été tagués. Par erreur, les agresseurs ont en réalité ciblé le domicile d’un voisin, croyant viser celui de l’agent. Le nom tagué était celui d’une cadre de l'administration pénitentiaire de la zone,. 
La maison d'arrêt de Lyon-Corbas, déjà visée la veille, est prise pour cible. D’après le parquet de Lyon, deux véhicules sont incendiés « sur le parking de la maison d’arrêt de Lyon Corbas, aux alentours de minuit ». « Deux autres ont été dégradés sur le même parking », ajoute le parquet.
Au centre pénitentiaire de Villefranche-sur-Saône, un véhicule appartenant à un surveillant pénitentiaire a été incendié sur le parking visiteur, mais aucune inscription n’a été constatée. De source proche de l’enquête, le surveillant visé à Villefranche-sur-Saône n’avait jusque-là pas été la cible de menaces personnelles. Il occupait un poste dit généraliste.

### 21-22 avril
Dans la nuit du 21 au 22 avril, des dégradations et incendies sont relevés dans l'Oise, le Calvados, le Rhône, en Loire-Atlantique, et en Isère,,.
À Caen (Calvados), cinq véhicules du service pénitentiaire d’insertion et de probation (SPIP) ont été incendiés vers 3 heures du matin. Aucun tag n’a été relevé et aucune interpellation n’a eu lieu à ce stade, selon le parquet.
À Varces-Allières-et-Risset (Isère), trois personnes sont contrôlées avec un jerrican d’essence à proximité de la maison d’arrêt. L’un d’eux, un mineur sous contrôle judiciaire, est placé en retenue pour violation de ses obligations. 
À Fresnes (Val-de-Marne), un agent pénitentiaire a été intimidé par cinq individus, dont l’un l’a menacé verbalement : « Surveillant, surveillant, tu as peur maintenant », tandis qu’un autre filmait la scène. Le surveillant aurait reconnu un ancien détenu parmi eux.
Dans l’Oise, au Mouy, des tags "DDPF" ("Défense des prisonniers français") ont été découverts sur un véhicule personnel d'un surveillant pénitentiaire. Dans le même département, à Hermes, le véhicule personnel et la boîte aux lettres d'une agente ont été tagués de l'inscription "DDPF". Des drones ont également survolé les établissements pénitentiaires de Lutterbach (Haut-Rhin), Lannemezan (Hautes-Pyrénées) et Saint-Quentin-Fallavier (Isère).
À Nantes, la maison d'arrêt est visée par un début d'incendie et des tags « DDPF ».
Le matin du mardi 22 avril, un feu de détritus mineur est découvert à Villeurbanne au siège social d'une filiale de Vinci Construction. Cette tentative d'incendie est accompagnée de tags "DDPF" ainsi que d'une revendication sous ce même nom envoyée à la presse. Le style d'écriture de cette revendication, différant des autres communications attribuées au groupe ou mouvement "DDPF" et coïncidant avec un communiqué de soutien d'un site d'extrême gauche, conduit le journaliste Richard Schittly dans Le Monde à envisager une hypothétique « participation opportuniste de l’ultragauche » aux attaques contre les prisons.

### 23-24 avril
Le ministère de l'Intérieur dénombre 101 faits à date du 24 avril, soit 36 de plus que le nombre annoncé par Bruno Retailleau une journée plus tôt. Ces faits regrouperaient des « actes d’intimidation, menaces de mort, survols de drones, actes de surveillance, tirs de mortiers, tags, incendies, dégradations, jets de projectiles, [et des] tirs ». Néanmoins, à cette même date, le Pnat ne s'est saisi que des treize cas les plus graves tandis que le reste serait sous la responsabilité des parquets territoriaux. Les syndicats de l'administration pénitentiaire et Libération dénombrent quant à eux une trentaine de faits.
La nuit du 23 au 24 avril, des tirs de mortiers dirigés vers le ciel ont lieu devant la prison d'Aix-Luynes tandis que deux départs de feu mineurs sont relevés devant une prison de Marseille.
Dans la journée du 23 avril, le tag "DDPF" a été retrouvé sur la boîte aux lettres d'un élève surveillant. Le même jour, la directrice adjointe de la maison d'arrêt de Saint-Malo est victime d'une intimidation à son domicile par un homme à moto.

### 24-25 avril
Dans la nuit du 24 au 25 avril, une agente pénitentiaire de Toulouse est agressée à son domicile par deux individus cagoulés aux cris de « On va te tuer, on va te niquer, DDPF ! ». La même nuit, trois conteneurs de poubelles sont incendiés devant le domicile d'une agente de la prison d'Amiens qui avait déjà été ciblée par des tags siglés "DDPF" et la crevaison du pneu de sa voiture le 16 avril,. À Orvault, en Loire-Atlantique, le système de sécurité de la prison pour mineurs est victime d'un sabotage à 1 h 15 du matin.
Dans la journée du 25 avril, la voiture d'un magistrat de Montargis est aspergée d'une substance très corrosive larguée par un drone. Le procureur en charge de l'enquête évoque un lien possible avec les attaques visant les prisons, car le parking où stationnait le véhicule est aussi utilisé par les services pénitentiaires.

### 25-26 avril
Le 26 avril, un « tag géant DDPF » est découvert sur les quais de Bordeaux à proximité du pont de pierre, et revendiqué sous le nom DDPF par un communiqué menaçant envoyé à la presse locale,.

### 6 mai
Dans la nuit du 5 au 6 mai, vers 2 h du matin, la maison d’un couple de surveillants se trouvant dans la commune de Liancourt (Oise) est incendiée ; en raison d'une forte odeur d'essence sur la façade qui laisse présumer qu'il s'agit d'un incendie volontaire, le parquet de Beauvais ouvre une enquête pour « dégradation d’un bien par un moyen dangereux pour les personnes, commise en raison de la qualité de personnes dépositaires de l’autorité publique ».

### 24 mai
Le 24, vers 5 h 30 du matin, les forces de l’ordre ont été requises après la découverte d’un véhicule en feu, stationné devant un pavillon à Essey-lès-Nancy (Meurthe-et-Moselle). Le pavillon, voisin de celui d’un agent pénitentiaire, a été tagué de plusieurs tags « DZ MAFIA » et « DDPF »  ; aucun blessé n'est à déplorer. Les auteurs se sont très probablement trompés de « cible », selon Le Parisien.

## Enquête
Le ministère de la Justice évoque des attaques « coordonnées ».
Le parquet national antiterroriste et la DGSI se saisissent de l'enquête,. Au départ de l'enquête, la piste du narcotrafic, mentionnée par Gérald Darmanin s'oppose à celle d'un ou de groupes anarchistes.
Un premier membre éventuel, ancien détenu en semi-liberté soupçonné d'appartenir à la chaîne Telegram DDPF par les autorités françaises est arrêté le 16 avril 2025 en Essonne. Il est finalement relâché sans qu'aucune charge ne soit retenue contre lui.
Si la piste d'un groupe anarchiste est premièrement privilégiée par les autorités françaises,, elle devient de plus en plus improbable, tandis que l'enquête s'oriente vers le narcotrafic, et en particulier l'organisation criminelle DZ Mafia. Selon Le Canard enchaîné, le gouvernement français choisit d’ignorer la possibilité que des services secrets étrangers (russes ou algériens) aient soudoyé des narcotraficants pour ces actions.
Au 23 avril 2025, 65 actes sont recensés en France et 125 enquêteurs sont mobilisés. Le 24 avril, le ministère de l'Intérieur dénombre 101 faits possiblement liés à cette vague d'attaques, tandis que Libération et les syndicats de la fonction pénitentiaire en dénombrent une trentaine.
Le 28 avril, vingt-cinq personnes sont interpellées dans le cadre de la vaste enquête concernant ces attaques, qui implique plus de 200 enquêteurs. La piste la plus sérieuse est celle d'attaques téléguidées par la criminalité organisée, et notamment par les narcotrafiquants. Des commanditaires présumés de ces attaques ont été interpellés directement depuis leur cellule, notamment un détenu de 23 ans, Imran A., ancien tueur et gérant de point de deal de la DZ Mafia. Celui-ci a reconnu la création du canal "Droit des prisonniers français" sur Telegram, mais en affirmant dans un premier temps qu’il voulait uniquement manifester son désaccord avec la nouvelle politique pénale de Gérald Darmanin, sans cautionner aucune violence. Une position qui a finalement évolué au cours des auditions, Imran A. se présentant comme un « simple exécutant » dans la vague d’agressions et de dégradation signées "DDPF", son rôle se limitant à être chargé de la médiatisation des actions par deux commanditaires dont le « petit soldat » de DZ Mafia affirme ne connaître que les pseudos sur Signal, "Diego" et "Koala".  
Début mai, vingt-et-un suspects âgés de 15 à 37 ans sont mis en examen, dix-neuf suspects sont incarcérés et deux mineurs sont placés en centre éducatif fermé.

### Recrutement des membres
Les recrutements se sont faits, dans certains cas, de force. Les personnes recrutées sont des amateurs, souvent des adolescents et ont une dette envers leur commanditaire. Toutes les actions demandées aux exécutants sont planifiées minutieusement à l'avance, souvent sur les réseaux sociaux. À distance, les commanditaires fournissent ainsi les instructions pour mettre en œuvre le plan (incendie de véhicule, tag de l'acronyme "DDPF"). Les exécutants ont à leur disposition du matériel (essence, bombes de peinture pour les tags, armes) et des moyens de transport. Cet amateurisme des exécutants les a amenés à laisser de nombreux éléments de preuve sur place, permettant aux enquêteurs leur identification.
Un des aspects marquants des éléments d’enquête consultés par RTL reste que plusieurs suspects assurent avoir été contactés une semaine avant les principaux faits, du 13 au 16 avril. Or, le canal Telegram "DDPF" n’a été créé que le 12 avril par Imran A. Ceci semble consolider l'hypothèse selon laquelle des commanditaires haut placés ont soigneusement planifié la vague d’attaques et la division en petites cellules opérationnelles.

### Plaintes
Un surveillant de Luynes, dont la voiture a brûlé, porte plainte pour « menaces de mort ».

## Réactions
Le président de la République Emmanuel Macron apporte son soutien aux surveillants pénitentiaires.
Gérald Darmanin se déplace à la prison de Toulon, visée par des tirs. Il souhaite que ces actes soient qualifiés comme terroristes et annonce soutenir les surveillants de prison.
Le préfet de police de Paris Laurent Nuñez demande à ses services de mettre en place une vigilance renforcée à l'égard des maisons d'arrêts et sites pénitentiaires d'Ile-de-France.

### Médias
Selon Éric Delbecque et Alexandre Rodde du magazine Marianne, « L'attaque contre les prisons françaises marque un tournant dans la violence dirigée contre l'État ».